# جوزيف ليفين
جوزيف ليفين (بالإنجليزية: Joseph Levine)‏ هو فيلسوف وأستاذ جامعي أمريكي، ولد في 17 يناير 1952 في لوس أنجلوس في الولايات المتحدة.